# Mastixiodendron stoddardii
Mastixiodendron stoddardii är en måreväxtart som beskrevs av Elmer Drew Merrill och Lily May Perry. Mastixiodendron stoddardii ingår i släktet Mastixiodendron och familjen måreväxter. IUCN kategoriserar arten globalt som sårbar. Inga underarter finns listade i Catalogue of Life.